# Stena Nordica (Schiff, 2000)
Die Stena Nordica ist ein RoPax-Schiff, das von der Stena Line in der Ostsee als Fährschiff eingesetzt wird. Das Schiff, welches im Jahr 2000 gebaut wurde, wechselte einige Male den Eigentümer und die Routen.

## Geschichte

### European Ambassador(2000–2004)
Das Schiff wurde im Jahr 2000 für P&O Irish Sea als European Ambassador gebaut. Der Stapellauf erfolgte am 18. August 2000. Am 13. Dezember 2000 wurde das Schiff an Lombard Facilites/ P&O Irish Ferries abgeliefert. Es wurde ab Januar 2001 zwischen Liverpool und Dublin eingesetzt. Die Schiffstaufe erfolgte am 26. Januar 2001 in Dublin. Später kam es zwischen Mostyn und Dublin bzw. Cherbourg und Dublin zum Einsatz. Im Jahr 2004 wechselte das Schiff zur Stena Line, die es zusammen mit P&O zwischen Fleetwood und Larne sowie Dublin und Mostyn einsetzte.

### Stena Nordica(2004–2015)
Nach der Einstellung des Verkehrs zwischen Fleetwood und Larne bzw. Dublin und Mostyn wurde das Schiff 2004 an Stena Line verkauft und in Stena Nordica umbenannt. Die Reederei setzte das Schiff zwischen Karlskrona und Gdynia ein. Während Werftaufenthalten der Stena Seatrader bzw. Stena Europe im Jahr 2008 befuhr die Stena Nordica vorübergehend die Strecken Fishguard–Rosslare bzw. Dublin–Holyhead. Im Februar 2008 kehrte das Schiff in die Ostsee zurück, bevor es im Oktober 2008 in der Irischen See zum Einsatz kam und hier die Stena Seatrader ersetzte, auf deren Route ein Schiff mit größerer Kapazität gebraucht wurde. Später verkehrte es wieder zwischen Karlskrona und Gdynia, bis es 2011 von der Stena Vision und Stena Spirit abgelöst und danach zwischen Holyhead und Dublin eingesetzt wurde.

### Malo Seaways(2015–2016)
Anfang 2015 ersetzte die Stena Superfast X, die vorherige Dieppe Seaways, die Stena Nordica. Die Stena Nordica wurde anschließend von DFDS Seaways gechartert und fuhr ab April 2015 als Malo Seaways als Ersatz für die Dieppe Seaways die Route Calais–Dover.

### Stena Nordica(seit 2016)
Im Mai 2016 charterte Grandi Navi Veloci das nun wieder in Stena Nordica zurückbenannte Schiff und setzte es von Juni bis September 2016 auf der Route Genua–Barcelona ein.
Kurzzeitig, von Ende November 2016 bis Dezember 2016, kam die Stena Nordica Stena-Line-Route Travemünde–Liepāja zum Einsatz, anschließend im Dezember 2016 auf der Route Nynäshamn–Ventspils. Von Januar bis März 2017 bediente das Schiff die Route Rosslare–Fishguard. Von März 2017 bis Januar 2018 befuhr es die Strecke Travemünde–Liepāja und von Januar bis Februar 2018 die Route Karlskrona–Gdynia. Im Februar und März 2018 wurde die Stena Nordica erneut zwischen Ventspils und Nynäshamn eingesetzt und verkehrte anschließend bis September 2018 zwischen Liepāja und Travemünde. Von September bis Oktober 2018 bediente das Schiff die Route Ventspils–Nynäshamn. Von Oktober 2018 bis Ende 2022 fuhr das Schiff zwischen Karlskrona und Gdynia. Nach einem Umbau wird das Schiff seit Juli 2023 auf der Route Fishguard–Rosslare eingesetzt, wo es die Stena Europe ersetzte.

## Daten
Das Schiff ist rund 170 Meter lang und 24 Meter breit. Schwesterschiffe sind die European Causeway und European Highlander, die von P&O zwischen Cairnryan und Larne eingesetzt werden.